# زباد نخلی آسیایی
زباد نخلی آسیایی (نام علمی: Paradoxurus hermaphroditus) نام یک گونه از سرده ناسازنماها است.
این نوع گربه گونهٔ بومی جنوب و جنوب شرقی آسیا است. از سال ۲۰۰۸، در فهرست سرخ IUCN (گونه‌های در خطر انقراض) قرار گرفته‌است زیرا در طیف وسیعی از زیست‌بوم‌ها قرار می‌گیرد. این گونه از جانوران به‌طور گسترده‌ای با جمعیت زیادی پراکنده شده‌اند که تصور می‌شد در سال ۲۰۰۸ رو به کاهش نیست.در سال ۲۰۰۸، گربه زباد نخلی آسیایی در فهرست قرمز IUCN به عنوان کمترین نگرانی قرار گرفته است . تصور می‌شد که جمعیت جهانی آن تا سال ۲۰۰۸ زیاد باشد و بعید است که کاهش یابد. و در کشور اندونزی، توسط شکار غیرقانونی و تجارت قاچاق حیات وحش را تهدید می‌کند.، این گونه به دلیل شکار غیرقانونی و تجارت غیرقانونی حیات وحش در معرض تهدید و انقراض قرار دارد. خریداران از آن برای تولید روزافزون کوپی لوواک استفاده می‌کنند، نوعی قهوه که شامل بلع و دفع دانه‌ها توسط حیوان تولید می‌شود. زباد ها که عمدتاً از میوه‌هایی مانند انواع توت‌ها و میوه‌های گوشتی تغذیه می‌کند. بنابراین از طریق پراکندگی بذر به حفظ اکوسیستم‌های جنگل ها کمک میکنند.

## مقالات مرتبط
گربه سیوت (زباد)
گربه نخلی آفریقایی
گربه‌زبادان ماداگاسکار
زباد نخلی نقاب‌دار
زباد نخلی دندان‌کوچک
زباد نخلی آستون